# 服部天神宮
服部天神宮（はっとりてんじんぐう）は、大阪府豊中市服部元町にある神社。旧社格は村社。関西では「足の神様」として知られている。

## 祭神
- 主祭神 - 少彦名命、菅原道真

## 歴史
鎮座の時期については詳らかでないものの、帰化人集団「秦氏」が允恭天皇の御世（412年 - 453年）に織部司に任じられ当地を服部連の本拠とした際、外来神の少彦名命（医薬の神）を祀ったのが始まりとされる。この頃はまだ小さな祠だったという。しかし允恭天皇の御世に服部連を賜姓されたのは秦氏ではなく伊豆国造族の麻羅宿禰（麻羅足尼）であり、その祖神が少彦名命と見る説もある。その後、この少彦名命を祀る祠は天神祠と呼ばれるようになった。
延暦2年（783年）に藤原魚名は大宰府に左遷されて筑前国へ向かったものの具合が悪くなり、自らの所領があったこの川辺荘で病臥するとそのまま当地で没し、天神祠の近くに葬られた。現在も「川辺左大臣藤原魚名公の墓」が境内に残る。約100年後の延喜元年（901年）に今度は菅原道真が魚名と同様、大宰権帥として左遷され任地へ赴く途中、当地で持病の脚気に襲われ動けなくなった。そこで里人の勧めるままに路傍の天神祠と魚名を祀る五輪塔に平癒を祈念したところ、たちまち健康を取り戻して任地へ辿り着けた、との言い伝えがある。
菅原道真の没後、天神信仰の高まりと共に当社にも菅原道真を合祀することとなり新たに堂宇が建立された。この頃から「服部天神宮」と呼ばれるようになり、菅原道真の故事にちなみ「足の神様」として崇敬を受けるようになった。
近世に入ると、当地が能勢街道の宿場町だったこともあって徐々に門前市を成すようになり、中でも江戸時代後期の文化年間（1804年 - 1817年）、文政年間（1818年 - 1829年）には殷賑を極めたという。
明治時代になると村社に列せられている。1910年（明治43年）3月10日に箕有電軌（現・阪急電鉄）が開業し、服部停留場が開設された。2013年（平成25年）12月21日に阪急宝塚線の服部駅が服部天神駅に駅名変更した。これは「駅間近の歴史的観光資源を分かりやすく案内する」という阪急電鉄の方針によるものである。
足の病気の平癒を願う人の他にも、サッカーやマラソンなどの主に足を使うスポーツを行っている人からも信仰されている。

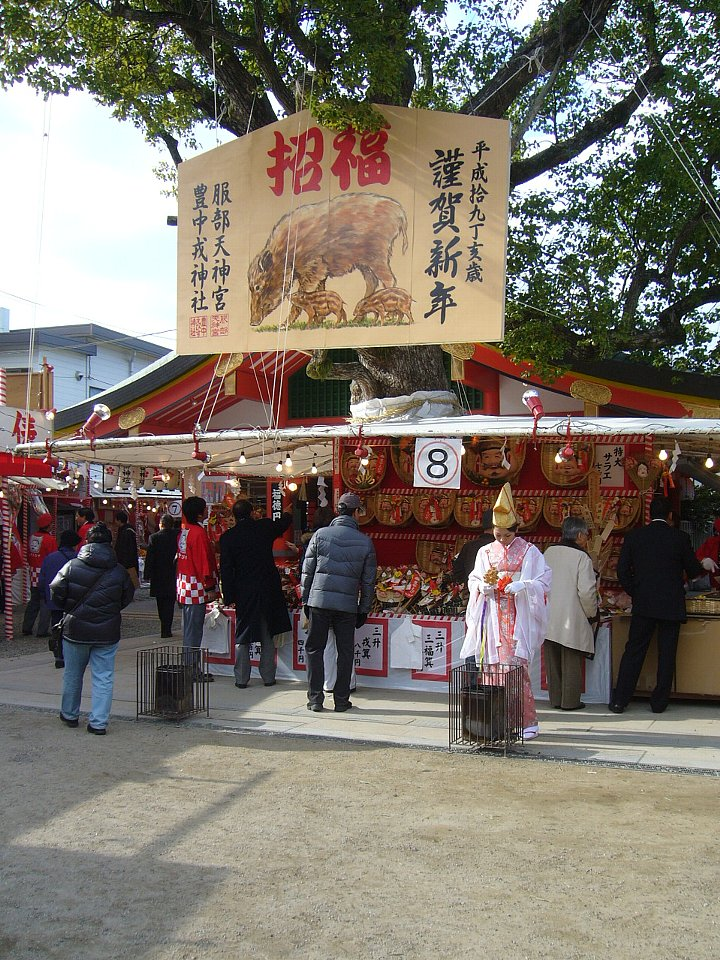
豊中えびす祭（平成19年）
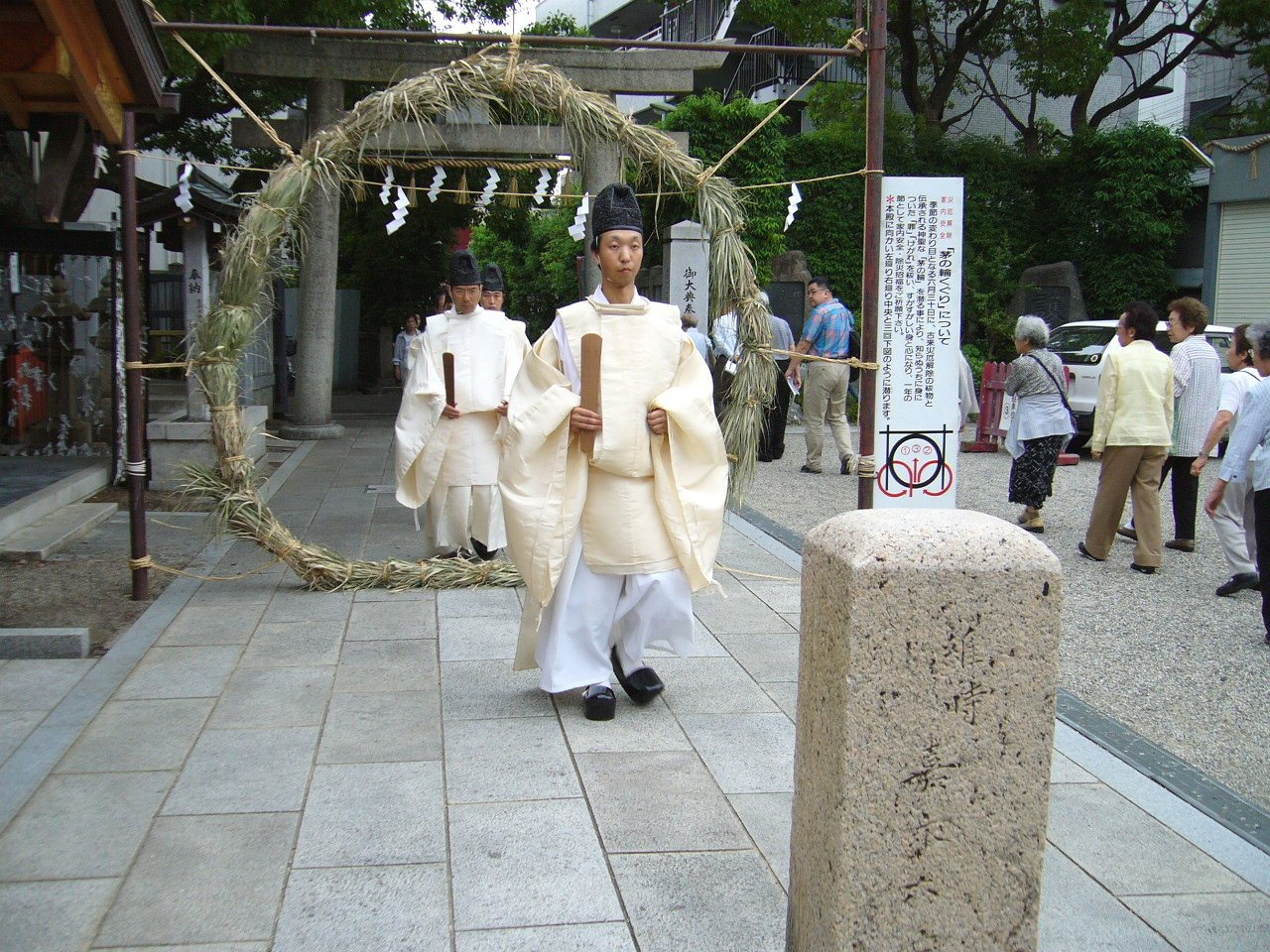
六月大祓（茅の輪くぐり）
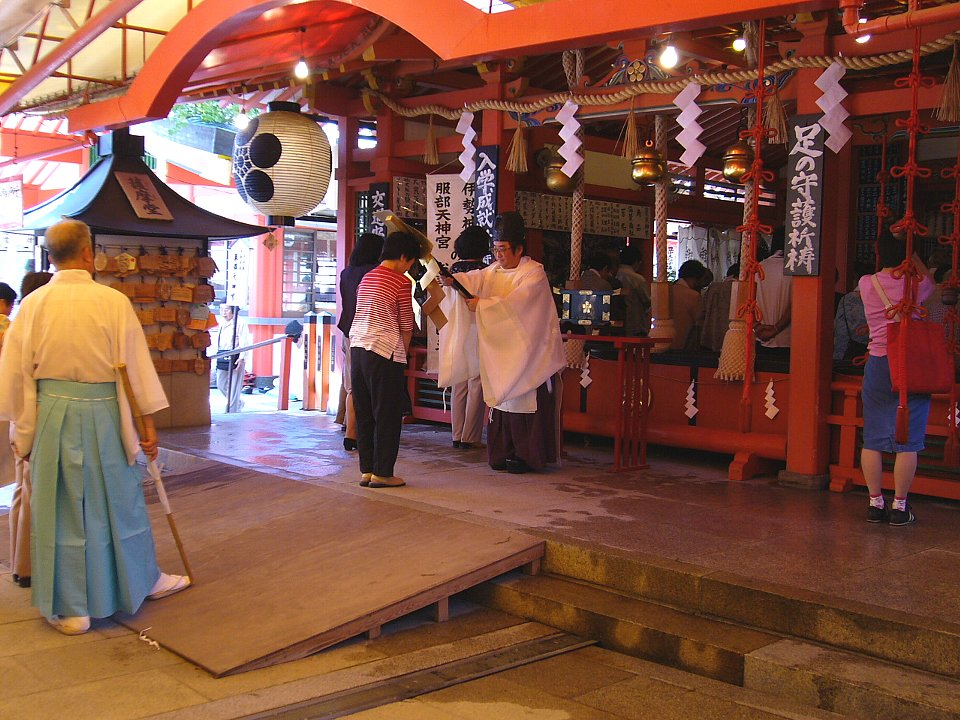
足の守護祈願大祭（平成18年）

## 境内
- 本殿 - 文政10年（1827年）再建。
- 拝殿
- 草履堂 - 鉄や木の草履、靴、杖、千羽鶴などが奉納されている。「わらじ堂」の名の由来は、かつて足の病に悩むものが自分で作ったわらじを納めたことによるものである[4]。それ以降、足の病に悩む人がわらじを奉納するといわれている。
- 社務所
- 菅原道真像
- 「足踏み石」祈願台座 - この台座に座って「足病平癒・健脚」等を祈願する。

### 摂末社
- 豊中えびす社 - 祭神：蛭子大神。1950年（昭和25年）に当社宮司が祭祀を行っていた、サントリーの創始者である鳥井氏の邸宅内にあった繁昌稲荷社が建て替えられることとなったため、社殿を譲り受けて現在地に移築されて神戸市の西宮神社よりえびすを勧請した。2003年（平成15年）に豊中えびすと改称している。
- 初酉稲荷神社 - 祭神：宇迦之御魂神。1977年（昭和52年）再建。
- 稲荷社 11社 - 祭神：宇迦之御魂神。1977年（昭和52年）建立。初酉稲荷神社を中心としてその周りに干支にちなんだ11社を祀って十二支稲荷としている。
- 祖霊社覆屋 - この建物は、そもそもは1898年（明治31年）に大阪博物館（現・大阪商工会議所）に建てられた能舞台である。1927年（昭和2年）に大阪天満宮に移築、次いで1977年（昭和52年）に服部住吉神社に再び移築された際、能舞台の鏡の間は分離されて当宮に移築された。
  - 祖霊社
  - 藤原魚名の墓 - この近くで亡くなり、当宮の地に墓が建てられた。
  - 招魂社

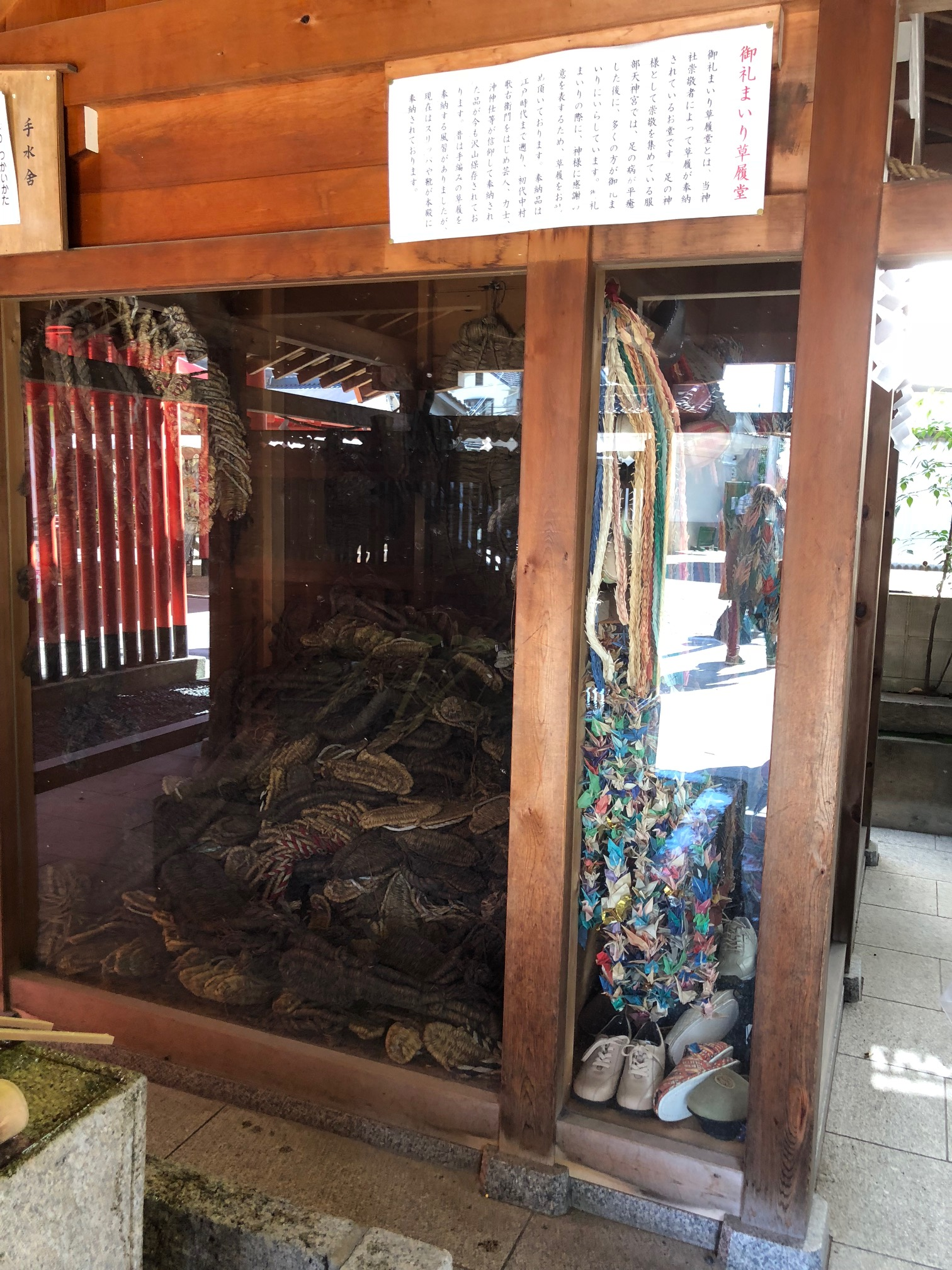
草履堂
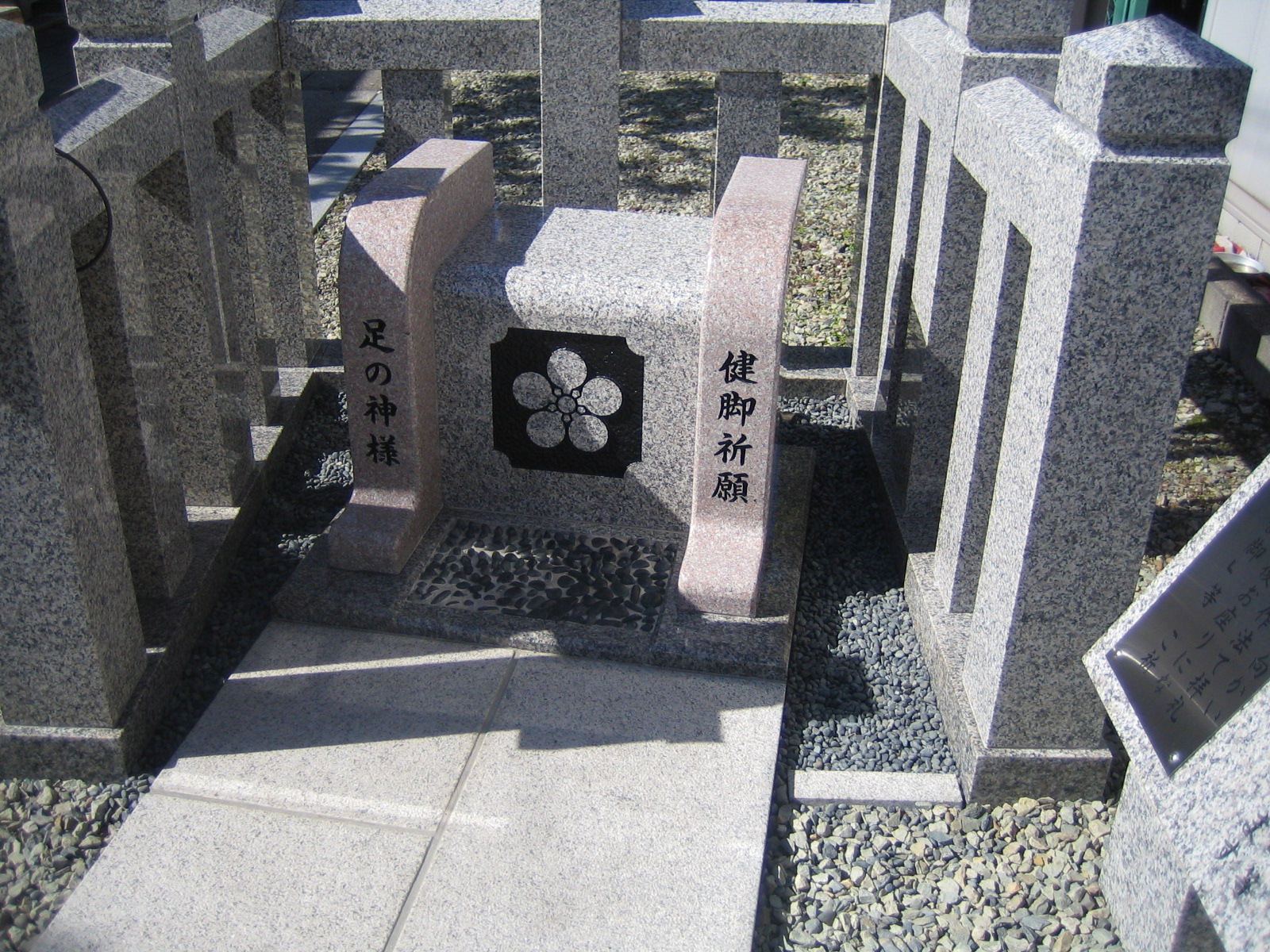
「足踏み石」祈願台座
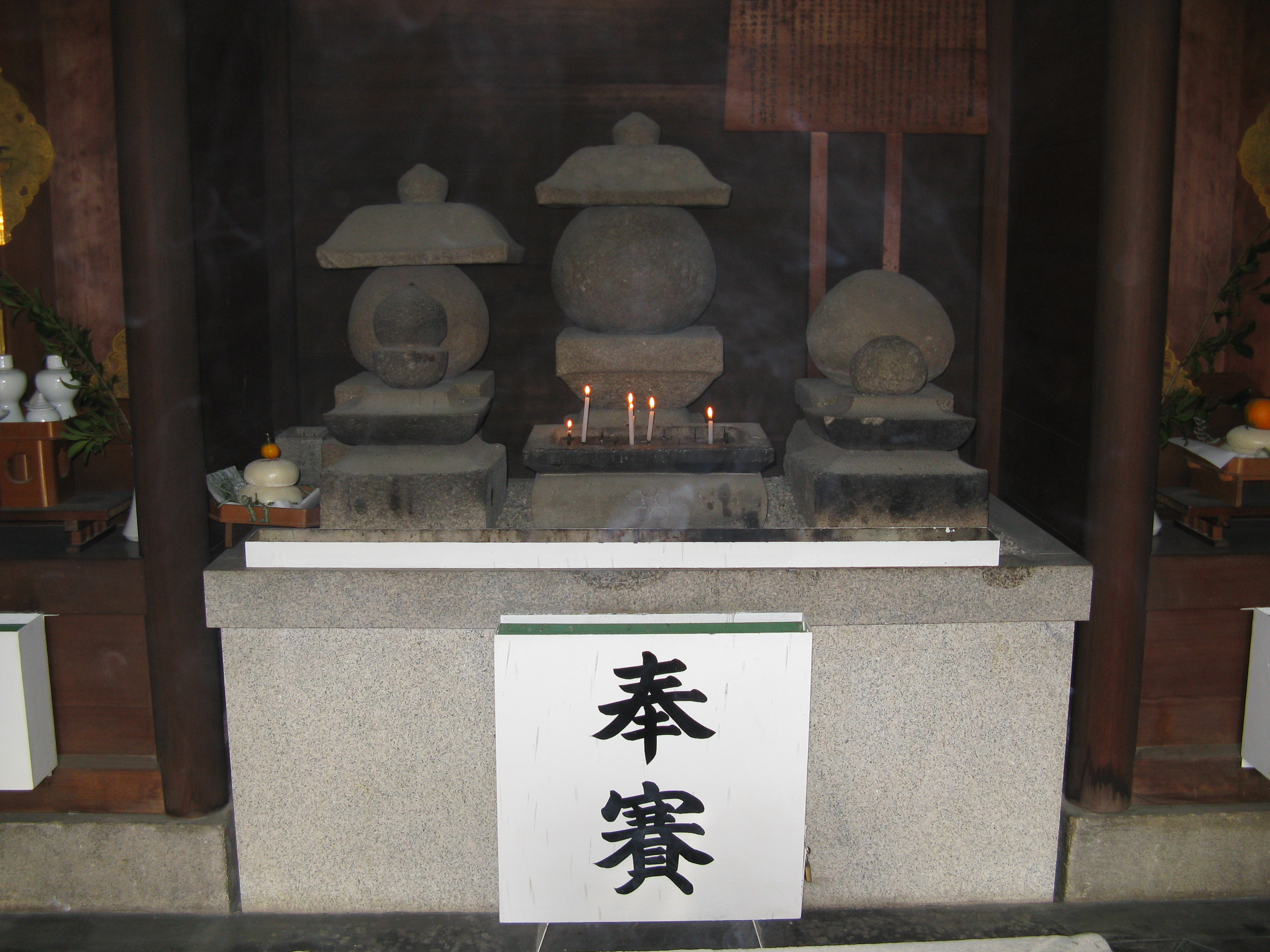
藤原魚名の墓

## 文化財

### 豊中市指定有形民俗文化財
- 算額 3面[5][6]　
  - 天保14年（1843年）6月、吉田伝兵衛奉納の額[7]。大阪府下に残る江戸時代の算額9面のうちの1面。
  - 1876年（明治9年）、井村剛治奉納の額[7]
  - 1879年（明治12年）、小森流の某の額

## 豊中三大文化人の碑

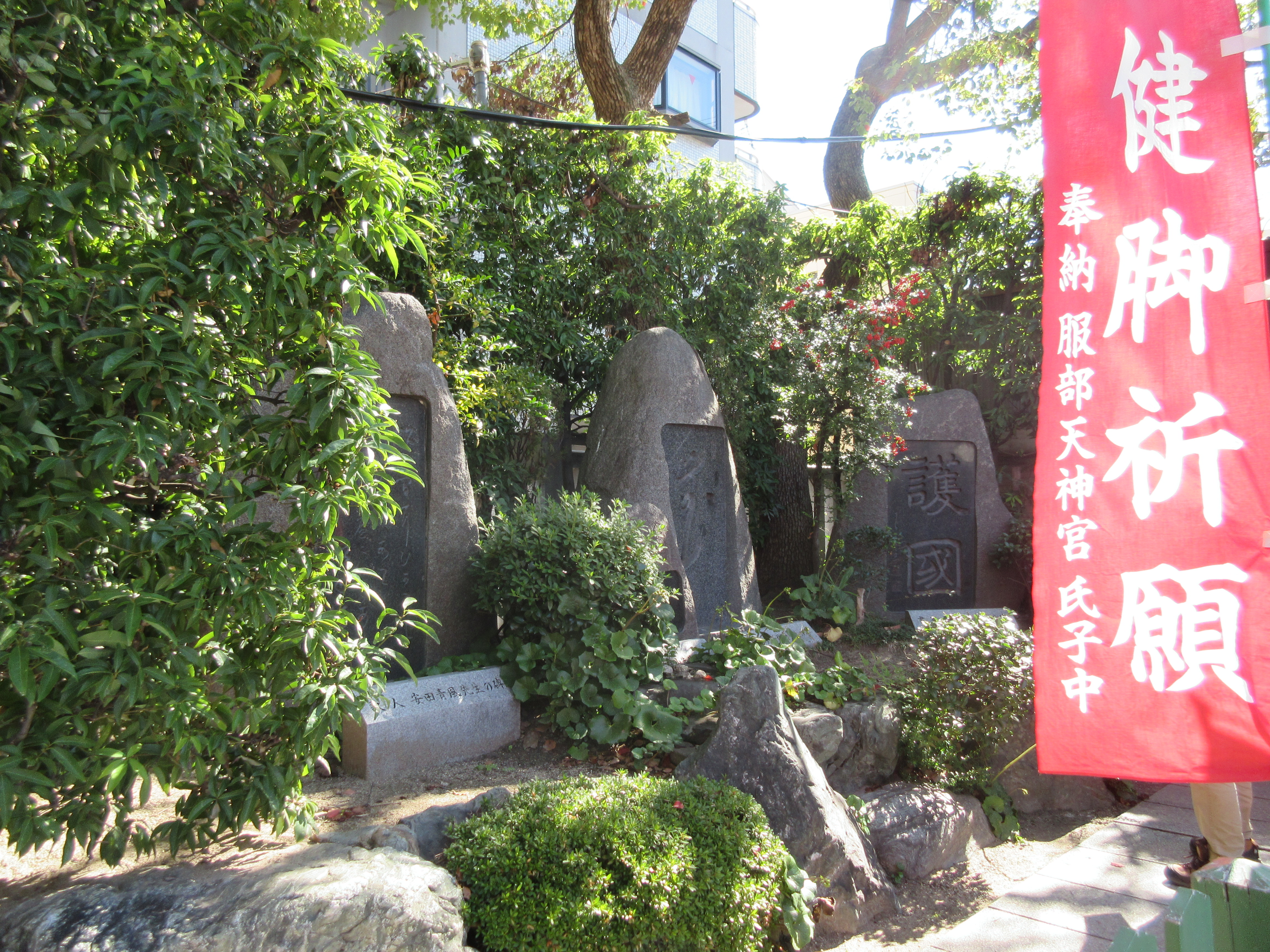
豊中三大文化人の碑

三大文化人の碑は1990年（平成2年）12月に建立された。その3人とは、「西田王堂」「矢野橋村」「安田青風」である。
- 書家 西田王堂 - 1897年（明治30年）7月5日に香川県で生まれる。本名、健男。1944年（昭和19年）に疎開により豊中市桜塚元町に居住。1955年（昭和30年）の豊中市美術協会の発足より書道部門の委員として参加し、同市美術展では審査委員として活躍するところとなった。1998年（平成10年）2月27日に豊中市において没。享年100歳であった。1988年（昭和63年）に『西田王堂作品集』（豊中市立岡町図書館所蔵）が産経新聞社より出版された。
- 画家 矢野橋村 - 1890年（明治23年）9月8日に愛媛県で生まれる。本名、一智。橋村、智道人、古心庵などの号を用いる。1944年（昭和19年）に枚方町に移転された私立大阪美術学校が閉鎖された際に豊中市刀根山に移住。その後、1948年（昭和23年）に清風荘に転居し、1965年（昭和40年）4月17日に豊中市において没。1955年（昭和30年）の豊中市美術協会結成に当たっては参与として参加し、第1回展より第10回展まで豊中市展の審査委員を務めた。1950年（昭和25年）に大阪府芸術賞、1959年（昭和34年）に大阪市民文化賞、1961年（昭和36年）に新日展出品の＜錦楓＞により日本芸術院賞を受賞した。
- 歌人 安田青風 - 1895年（明治28年）3月8日に兵庫県で生まれる。本名、喜一郎。姫路師範卒。大阪樟蔭女子大学や大阪城南女子短期大学にて日本文学を講じた。1913年（大正2年）に服部嘉香主宰の「現代詩文」に参加。1946年（昭和21年）11月に長男安田章生とともに『白珠（しらたま）』（豊中市立岡町図書館所蔵）を創刊した。1964年（昭和39年）に大阪芸術賞受賞。1968年（昭和43年）には短歌の創作と指導に尽力した功績がみとめられ勲五等双光旭日章を受勲。1983年（昭和58年）2月19日没。

## 祭事
- 1月1日 歳旦祭
- 1月3日 元始祭
- 1月9から11日 豊中えびす祭 - 境内社である豊中えびす社の祭。1951年（昭和26年）から2002年（平成14年）までは「服部えびす祭」の名で斎行されていたが、2003年（平成15年）に「豊中えびす祭」と改称された。1月9・10・11日に行われ、約35万人の参拝者で大変な賑わいを見せる。約3分サイクルのエンドレスでスピーカーから流れる囃子は毎年吹き込み直されており、独特の口調に情緒が感じられる。
- 1月15日 左義長（とんど）
- 1月25日 初天神祭 - 祭典、お火焚き神事、湯立神事が行われる。その後、大根炊きのふるまいがある。
- 2月3日 節分祭
- 2月最初の初午の日 初午祭 - 祭典の後にぜんざいのふるまいがある。
- 5月3日 初酉稲荷祭
- 6月30日 水無月大祓式、茅の輪くぐり - 半年に1度行われる大祓。6月晦日と大晦日に行われる。形代に半年間の罪・穢を託し、茅萱で編んだ輪をくぐることにより罪・穢を祓う。
- 8月24、25日 夏天神祭
- 8月25日 足の守護祈願大祭 - 「足の神様」としての当社の面目躍如たる祭礼。8月25日午前10時より行われ、祭典の後、参列者全員に宮司が特大金幣を授け、神職が形代を以って参列者の足を摩る。大阪近辺の夏祭りとしては最後に当たり、24日、25日の夕方からは夜店も並び、「摂州だんじり（地車）囃子」などの奉納がある。この摂州だんじり囃子（地車囃子）が奉納される櫓の周囲には人だかりが幾重にもでき、子供、若衆、そして名物の長老のだんじり踊りや、若衆の太鼓の華麗なバチさばきに大きな拍手・歓声が起こる。
- 10月25日に近い日曜日 秋祭神幸式
- 10月25日 例大祭（秋祭） - 神幸式（神輿巡行）はその前後の日曜日に行われ、本神輿・ギャル神輿・子供神輿や稚児行列が氏子区内を練り歩く。
- 11月 七五三まいり
- 12月31日 晦大祓式、茅の輪くぐり - 半年に1度行われる大祓。
- 12月31日 除夜祭

### 福娘
豊中えびす社の十日戎で奉仕を希望する福娘は公募で選ばれている。毎年600 - 700名の応募があり、第1次審査の書類選考を通過した者の中から、第2次審査の面接選考を経て約25名が選出される。1997年（平成9年）には初めて外国人が選ばれ、母国の各メディアで報道されるなど話題となった。以降、留学生枠が設けられ毎年外国人が福娘として選出されている。日本人の福娘も語学に堪能な者が多く、国際交流に大きく貢献している。

## 交通
- 阪急宝塚本線服部天神駅下車 徒歩3分
- 国道176号 服部駅前交差点からすぐ